# Association des archivistes de l'Église de France
L'Association des archivistes de l'Église de France (AAEF) regroupe les archivistes des congrégations religieuses, des diocèses et des organismes de l'Église en France. Elle est fondée le 19 septembre 1973 par Mgr Charles Molette.

## Historique
L'association est née à la suite des travaux de classement entrepris sur les archives de l'Église en France, caractérisées par leur extrême décentralisation, chaque producteur d’archives (diocèses, congrégations, mouvements, etc.) se préoccupant lui-même de la conservation et de la communication de ses documents. Un premier travail est mené sur les archives diocésaines et paroissiales. Il aboutit à la rédaction du Guide des archives diocésaines françaises en 1971 par Jacques Gadille. Dans un second temps, ce sont les archives des congrégations religieuses féminines qui font l'objet d'un classement. Le résultat de ce travail, le Guide des sources de l'histoire des congrégations féminines françaises de vie active de Charles Molette, est publié en 1974. Pendant la préparation du Guide, en 1971, se crée le Groupe de recherches historiques et archivistiques des congrégations féminines françaises. Les archivistes diocésains viennent s'ajouter à ce groupe, et c'est à la session des archivistes les 18 et 19 septembre 1973, que l'Association des archivistes de l'Église de France est fondée. Selon l'abbé Charles Molette, la septième réunion du Groupe achève « l'Assemblée constituante de l'Association des archivistes de l’Église de France : les religieuses du Groupe feraient entendre la voix des religieuses au sein de l'Association ; le Groupe comme tel conserverait son autonomie de travail spécifique, mais une unique Association pourrait rassembler tous les responsables, tant masculins que féminins, de services d'archives ecclésiastiques et religieuses ».
Le 10 décembre 1973, l'association des archivistes de l’Église de France (AAEF) fut déclarée auprès de la préfecture de police. L'objectif de l'association est de « favoriser la sauvegarde et la bonne conservation de l'ensemble des documents témoignant de la vitalité de l’Église catholique en France ; promouvoir tous les moyens susceptibles d'améliorer les relations entre les membres et l'exercice de leur activité ». L'association était domiciliée au 50, rue de Bourgogne dans le 7e arrondissement de Paris, la Fondation « l'Entraide Salésienne » ayant accepté de l'accueillir. Le siège social a été déplacé à trois reprises : en 1980, il est transféré au 54, rue de Varenne, dans le 7e arrondissement de Paris, puis en 1984, au 106, rue du Bac dans le 7e arrondissement de Paris, et enfin, en 2007, au 35, rue du général Leclerc, à Issy-les-Moulineaux. 

## Organisation
Elle a pour devise Servata tradere viva et un sceau inspiré d'une miniature représentant saint Jérôme transmettant les manuscrits sacrés traduits par ses soins. 

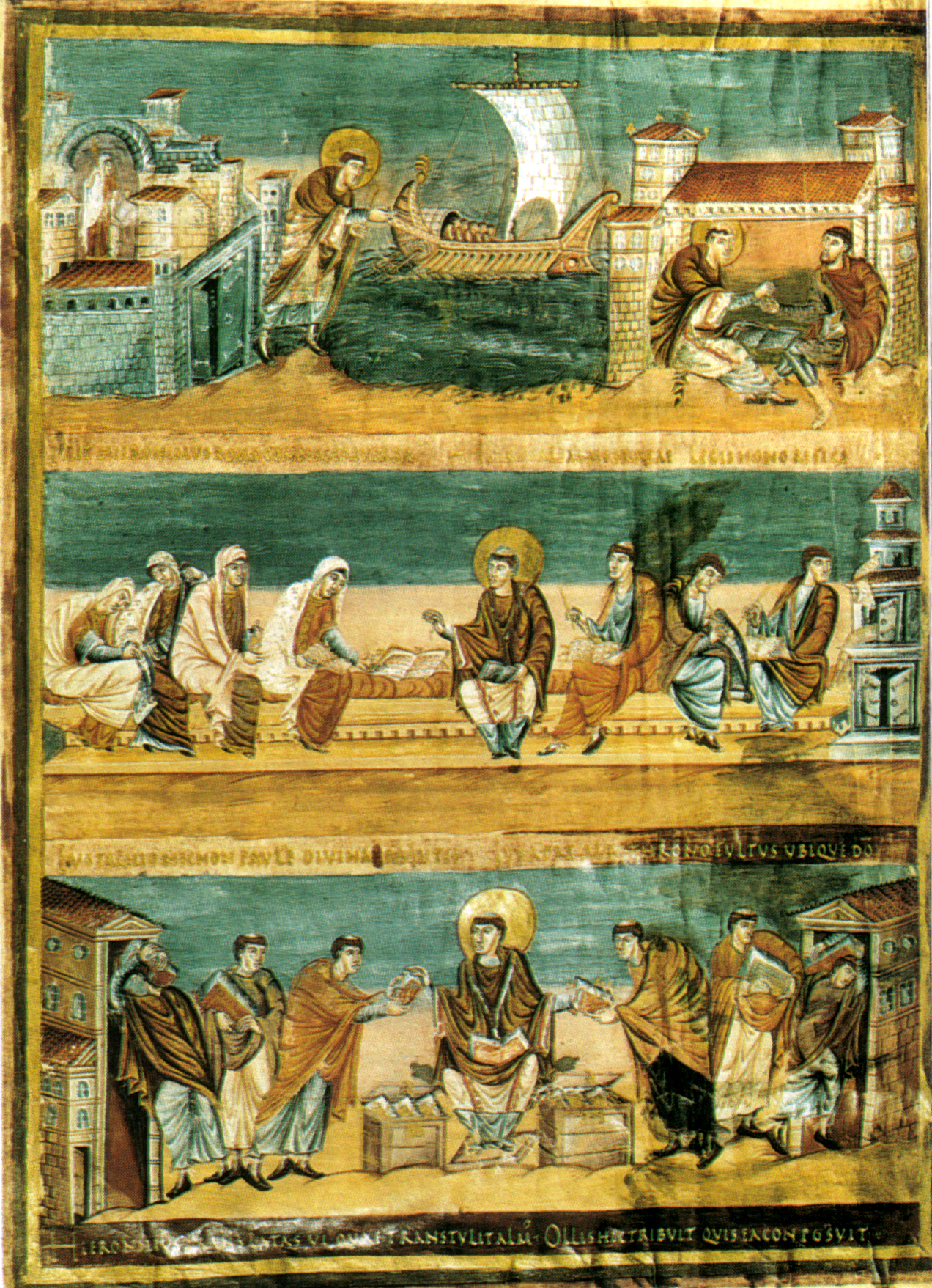
Miniatures de la vie de saint Jérôme. Bible de Vivien, dite Première Bible de Charles le Chauve, Bnf, 846

### Présidents
| Période         | Président             | Qualité                                     |
| --------------- | --------------------- | ------------------------------------------- |
| 1973 - 1996     | Mgr Charles Molette   | Président-fondateur                         |
| 1996 - 2004     | P. Félicien Machelart | Archiviste du diocèse de Cambrai            |
| 2004 - 2011     | P. Hugues Leroy (osb) | Archiviste de l'Abbaye Sainte-Marie à Paris |
| 2011 - en cours | M. Gilles Bouis       | Archiviste du diocèse de Nice               |

## Activités

### Formations
L'association a pour but d'aider les archivistes à se former par le biais de publications :
- le Manuel des archives de l'Église de France (1980).
- des guides pratiques.

Elle organise aussi des stages. 

#### Cours de formation archivistique
Mis en place lors du congrès national de l'Association des 26 au 28 novembre 1979, sur l'insistance du cardinal Antonio Samorè, ces stages, que Mgr Charles Molette désigne comme des « cours de formation archivistique », duraient une quinzaine de jours. La première session eut lieu à l'Institut catholique de Paris du ler au 12 juillet 1980. 
Pour assurer l'animation des stages, les formateurs suivirent en juin 1980 une « semaine d'information archivistique ecclésiastique » aux Archives apostoliques du Vatican, sous la direction du cardinal Antonio Samorè, bibliothécaire et archiviste. L'expérience fut renouvelée l'année suivante, la session de formation étant organisée autour de visites de dépôts d'archives, de rencontres, de moments d'échanges et de cours magistraux. Le décès du cardinal Samorè en 1983 empêcha toute nouvelle tentative. 
Ces cours de formation archivistique eurent lieu chaque année entre 1980 et 1985, sauf en 1984. À partir de 1985, ils furent plus épisodiques, étant organisés à la demande des adhérents. En 1993, le dernier stage, organisé à Quimper, dura un peu plus d'une semaine.
Ces stages n'étaient pas exclusifs aux adhérents de l'AAEF, puisque des archivistes étrangers, et notamment canadiens, belges et italiens, y participèrent. 
Dès 1993, Mgr Charles Molette indiqua qu'il ne souhaitait pas poursuivre l'organisation de ces stages d'une quinzaine de jours. Ils cessèrent avec le départ de Mgr Charles Molette à la tête de l'association. Afin de garantir une offre de formations aux adhérents, des journées d'étude furent instaurées en remplacement.

#### Journées d'études
Depuis le début de la présidence de Félicien Machelart, l'association organise chaque année des journées d'études pour l'ensemble de ses adhérents, autour d'un sujet d'histoire religieuse. Des journées d'études spécifiques sont dédiées au groupe de recherches historiques et archivistiques.

### Publications
L'association utilise deux supports de communication :
- un bulletin semestriel, Archives de l'Église de France  (ISSN 1143-5445), qui reprend les interventions des journées d'études et publie les nouvelles des services d'archives. Cette publication est devenue annuelle depuis le n°92 (2020)[10].
- un site internet (cf. liens externes)

### Sources
- Les archives de l'association sont conservées au Centre national des archives de l’Église de France (CNAEF)[11] à Issy-les-Moulineaux, sous la cote 6 EG.